# Courtney Mathewson
Courtney Mathewson (* 14. September 1986 in Orange, Kalifornien, Vereinigte Staaten) ist eine US-amerikanische Wasserballspielerin. Mit der Wasserballnationalmannschaft gewann sie bei den Olympischen Sommerspielen 2012 in London die Goldmedaille. Mathewson spielte für die UCLA Bruins, eine Collegemannschaft der University of California, Los Angeles. Sie bekleidete die Position der Angreiferin.

## Karriere
Mathewson spielte bereits während ihrer Zeit an der Canyon High School in Anaheim Hills Wasserball für ihre Schule. Seit 2008 war sie als Stammspielerin für die UCLA Bruins aktiv, die in der gesamten Saison ungeschlagen blieben. Dabei erzielte sie in 33 Spielen 54 Tore. 2009 wurde Mathewson daraufhin erstmals für die US-amerikanische Wasserballnationalmannschaft nominiert.
Im Jahr 2011 erreichte sie mit der Nationalmannschaft bei den Wasserball-Weltmeisterschaften den sechsten Platz; noch im gleichen Jahr konnte sie die Panamerikanischen Spiele in Guadalajara gewinnen, wobei sie während des Wettbewerbs 14 Tore warf, vier davon im Finale (27:26 gegen Kanada). 2012 gewann Mathewson mit der Nationalmannschaft die Goldmedaille bei den Olympischen Sommerspielen in London. Sie erzielte dabei während des Wettbewerbs insgesamt vier Tore. 2013 erreichte sie den dritten Platz der Wasserball-Weltliga in Peking.
Als Vereinsspielerin war sie 2008/09 in Australien (für den Drummoyne Water Polo Club) sowie 2009/10 für einen Verein in Saragossa, Spanien aktiv.

## Privat
Mathewson schloss ein Studium in Soziologie ab. Sie ist verheiratet.